# Norton Juster
Norton Juster (Nueva York, 2 de junio de 1929-Northampton, 8 de marzo de 2021) fue un académico, arquitecto y escritor estadounidense. Fue más conocido como autor de libros para niños, en particular por The Phantom Tollbooth y The Dot and the Line.

## Primeros años
Juster nació en Brooklyn el 2 de junio de 1929. Sus padres eran judíos y emigraron a Estados Unidos. Su padre, Samuel Juster, nació en Rumania y se convirtió en arquitecto a través de un curso por correspondencia. Su madre, Minnie Silberman, era de ascendencia judía polaca. Su hermano, Howard, también se convirtió en arquitecto. Juster estudió arquitectura en la Universidad de Pensilvania, obteniendo una licenciatura en 1952. Luego pasó a estudiar urbanismo en la Universidad de Liverpool.

## Carrera profesional
Juster se enlistó en el Cuerpo de Ingenieros Civiles de la Marina de los Estados Unidos en 1954 y ascendió al rango de Teniente Junior Grade. Durante una gira, para combatir el aburrimiento, comenzó a escribir e ilustrar un cuento para niños, pero el oficial al mando le reprendió por ello. A pesar de eso, Juster siguió escribiendo y terminó un cuento de hadas satírico inédito llamado "El paso de Irving". Posteriormente, en el Navy Yard de Brooklyn, inventó una publicación militar inexistente llamada Naval News Service como un ardid para conseguir entrevistas con mujeres atractivas, funcionó tan asombrosamente bien que un vecino pidió acompañarlo como su asistente. Su siguiente plan fue hacer la "Sociedad Garibaldi" (inspirada en una estatua en Washington Square Park), cuya razón de ser era rechazar a cualquiera que solicitara membresía, diseñando un logotipo impresionante, solicitud y carta de rechazo. Fue en este momento que conoció a Jules Feiffer.
Aproximadamente 6 meses después de conocer a Feiffer, Juster recibió su licenciatura de la Marina y trabajó para un estudio de arquitectura de Manhattan, trabajó también como profesor a tiempo parcial, entre otros trabajos. Juster, Feiffer y otro amigo alquilaron un apartamento en State Street, donde Juster realizaba a menudo bromas a Feiffer.
La novela infantil de Juster, The Phantom Tollbooth, se publicó en 1961, con Feiffer haciendo los dibujos. A esto le siguió The Dot and the Line (1963), que se convirtió en un libro recomendado en las aulas de todo el país. Juster escribió después Alberic the Wise and Other Journeys (1965), Stark Naked: A Paranomastic Odyssey (1969), Otter Nonsense (1982) y As Silly as Knees, as Busy as Bees (1998), entre otras obras. También publicó A Woman's Place: Yesterday's Women in Rural America en 1996 dirigido a un público adulto y basándose en su experiencia personal de residir en una granja en Massachusetts.
Aunque a Juster le gustaba escribir, su carrera arquitectónica siguió siendo su principal trabajo. Se desempeñó como profesor de arquitectura y diseño ambiental en Hampshire College desde 1970 hasta 1992, cuando se jubiló. También cofundó una pequeña empresa de arquitectura, Juster Pope Associates, en Shelburne Falls, Massachusetts. en 1970. La firma luego pasó a llamarse Juster Pope Frazier después de que Jack Frazier se uniera a la firma en 1978.

## Vida posterior
Juster vivió en Massachusetts durante sus últimos años. Su esposa, Jeanne, falleció en octubre de 2018 después de 54 años de matrimonio. Aunque se retiró de la arquitectura, continuó escribiendo durante muchos años. Su libro The Hello, Goodbye Window, publicado el 15 de mayo de 2005, ganó la medalla Caldecott por la ilustración de Chris Raschka. La secuela, Sourpuss and Sweetie Pie, se publicó en 2008. Dos años más tarde, se asoció nuevamente con Feiffer para The Odious Ogre.
Juster falleció el 8 de marzo de 2021, en su casa de Northampton, Massachusetts. Tenía 91 años y sufría complicaciones causadas por un derrame cerebral.

## Libros
- La cabina de peaje fantasma (1961) (ISBN 0-394-81500-9 ) ilustrado por Jules Feiffer
- El punto y la línea: un romance en matemáticas inferiores (1963) (ISBN 1-58717-066-3 )
- Alberic el sabio y otros viajes (1965) (ISBN 0-88708-243-2 )
- Stark Naked: A Paranomastic Odyssey (1969) (Tarjeta de catálogo de la Biblioteca del Congreso No. 71-85568), illus. Arnold Roth
- So Sweet to Labor: Rural Women in America 1865-1895 ( editor ) (1979) (ISBN 0-670-65483-3 ) - no ficción
- Nutria sin sentido (1982) (ISBN 0-399-20932-8 ), ilus. Eric Carle
- Como: A Surfeit of Similes (1989) (ISBN 0-688-08139-8 )
- El lugar de una mujer: las mujeres de ayer en la América rural (1996) (ISBN 1-55591-250-8 ) - no ficción
- La ventana Hola, adiós (Libros de Michael Di Capua, 2005) (ISBN 0-7868-0914-0 ), ilus. Chris Raschka
- Sourpuss y Sweetie Pie (2008) (ISBN 9780439929431 ), ilus. Chris Raschka
- El odioso ogro (2010) (ISBN 0-545-16202-5 ), ilus. Jules Feiffer
- Neville (2011) (ISBN 0375867651 /ISBN 978-0375867651 ), ilus. G. Brian Karas

## Otros medios
Tanto The Phantom Tollbooth como The Dot and the Line fueron adaptados a las películas por el animador Chuck Jones. Esta última película recibió el Premio de la Academia de 1966 al Mejor Cortometraje de Animación.
The Phantom Tollbooth también fue adaptado en un musical por Norton Juster y Sheldon Harnick, con letra de Sheldon Harnick y música compuesta por Arnold Black.
Ha habido configuraciones musicales de "A Colorful Symphony" de The Phantom Tollbooth para narrador y orquesta y de The Dot and the Line para narrador y conjunto de cámara del compositor Robert Xavier Rodríguez.